# Episodi di Come un delfino (prima stagione)
La prima stagione della serie televisiva Come un delfino, composta da 2 episodi, è stata trasmessa dal 1 al 2 marzo 2011 su Canale 5 in due serate. Benché fosse stata concepita come una miniserie, verrà rinnovata per una seconda stagione.
| nº | Titolo          | Prima TV Italia | Ascolti   | Share  |
| -- | --------------- | --------------- | --------- | ------ |
| 1  | Prima puntata   | 1 marzo 2011    | 6.046.000 | 22,89% |
| 2  | Seconda puntata | 2 marzo 2011    | 7.345.000 | 27,09% |

## Prima puntata

### Trama
Alessandro Dominici è un nuotatore professionista, un delfinista che ha detenuto un record nel 2004, che però non è mai stato capace di vincere l'oro nonostante la partecipazione a ben 3 olimpiadi, il suo pubblico da sempre lo ama ma ormai ha 33 anni, non è più giovane come un tempo, quindi il suo ritiro dal nuoto agonistico sembra ormai vicino, infatti è probabile che non parteciperà nemmeno alle Olimpiadi di Londra, tutti ora puntano sul suo rivale, il giovane e arrogante Fabio Guadagnini, la nuova promessa del nuoto italiano.
Durante un torneo di nuoto, venendo battuto da Guadagnini durante i 100 metri stile libero, inizia a sentirsi male. Alessandro si sottopone a delle analisi, il medico gli impone un fermo di due mesi, il corpo di Alessandro durante le gare non regge lo sforzo, di questo passo rischia l'arresto cardiaco.
Durante una festa Alessandro viene avvicinato da un prete, Luca Palmisano, un suo vecchio amico delle scuole. Don Luca vorrebbe invitarlo a seguirlo a Messina, in Sicilia, lui gestisce una casa-famiglia, la quale si occupa di ragazzi a rischio con l'obbiettivo di tenerli lontani dal reclutamento mafioso. Tra questi ragazzi ci sono dei buoni atleti che hanno dimostrato di avere talento come nuotatori, per questo don Luca ha fondato una squadra tesserata chiamata Ragazzi del Sole così che gli atleti della casa-famiglia possano coltivare il loro talento. Ciò che desidera veramente don Luca, è che Alessandro assuma il ruolo di allenatore dei Ragazzi del Sole.
Purtroppo Alessandro non è interessato all'offerta, anche perché non ha esperienza come allenatore, inoltre non vuole distrazioni visto che per lui conta solo la carriera. Il suo manager, Ugo Vanni, però ritiene che sia un'ottima idea, perché come filantropo, la sua immagine ne gioverà. Alessandro decide quindi di andare a Messina, conoscendo gli aiutanti che lavorano nella casa-famiglia insieme a don Luca, ovvero Spartaco, educatore che lavora lì da ormai 5 anni, e l'assistente sociale Giulia. La loro comunità di recupero usa metodi alternativi, infatti anche se i ragazzi sono sotto la loro supervisione, non vivono come reclusi, infatti frequentano la scuola e la piscina pubblica.
Alessandro conosce così i Ragazzi del Sole: Nico, Nasca, Nazi, Andrea, Bernardo e Rocco, quest'ultimo purtroppo è sordomuto, è un bravo ragazzo ma ha problemi a gestire la rabbia, la sua è una famiglia benestante, ma suo fratello vuole farlo internare in una clinica per tagliarlo fuori dall'eredità di famiglia. Nico è nelle grazie di Ciro e Sergio, della famiglia Scalese, pericolosa cosca mafiosa, ed è innamorato (ricambiato) di Giusy, l'amante di Ciro. Nico ha un buon cuore, ma è cinico e disilluso, esce di notte per rapinare le persone con il suo amico Pietro, quest'ultimo tra l'altro è affascinato da Alessandro e vorrebbe che gli facesse da allenatore.
Nazi, che ingenuamente è affascinato dal mondo del crimine, pur di farsi notare dagli Scalese si fa convincere da loro a denunciare don Luca per abuso sessuale. Don Luca viene allontanato dalla casa-famiglia, e Rocco aggredisce violentemente Nazi, quindi il giudice minorile Valeria Viti, che ha autorizzato il progetto del nuoto, fa trasferire Nazi in un'altra casa-famiglia. Vanni informa Alessandro che ormai gli sponsor non vogliono più lavorare con lui, ma poi Alessandro scopre che il suo manager gli ha mentito, in realtà è lo stesso Vanni che ha messo gli sponsor contro di lui per tagliarlo fuori ritenendo che la carriera del suo protetto è finita, in favore di Guadagnini, che Vanni vorrebbe patrocinare.
Alessandro fa una breve visita nella sua vecchia isola alle Eolie, ricordando il rapporto conflittuale con il suo defunto padre che non condivideva la sua passione per il nuoto, lui era un pescatore e morì affondando con la sua barca. In assenza di don Luca, sarà Alessandro ad assumere la gestione della casa-famiglia, inoltre dato che si è sparsa la voce del suo arrivo a Messina, due giovani nuotatrici, Irene e Gina, tesserate in un'altra squadra, decidono di allenarsi con i Ragazzi del Sole. Da subito Andrea rimane colpito dalla bellezza di Irene, ma lei, come Gina, sembra presa solo da Nico. Il padre di Bernardo, l'avvocato Sciacca, tenta in tutti i modi di convincere suo figlio a lasciar perdere il nuoto per concentrarsi sullo studio, ma Bernardo desidera soltanto diventare un nuotatore professionista. Rocco, stufo delle provocazioni di Sciacca, lo aggredisce, e lui lo denuncia.
Per motivare i Ragazzi del Sole, Alessandro decide di iscriverli a una gara di nuoto regionale. Alessandro, dopo aver scoperto che Nico scappava di notte per dedicarsi allo scippo con Pietro, lo convince che vivere nell'onestà è la scelta giusta anche perché, se dovesse farsi arrestare, il progetto del nuoto verrà cancellato e i suoi amici della casa-famiglia ci rimetteranno. Valeria non dà ad Alessandro il permesso di portare i ragazzi al torneo regionale, mettendolo al corrente dei reati commessi dai ragazzi: Bernardo ha dei precedenti per furto, rubò dei gioielli, Andrea invece ha ucciso suo padre, il quale era un uomo violento, Rocco picchiò uno dei suoi genitori, e Nasca stuprò una quattordicenne. Pietro mette in chiaro con gli Scalese che non intende più darsi alla delinquenza, con l'unico risultato che Ciro gli schiaccia ripetutamente la spalla con lo sportello della sua auto procurandosi una frattura scomposta della clavicola e una lesione alla cuffia dei rotatori.
Contravvenendo agli ordini di Valeria, Alessandro porta i Ragazzi del Sole alla gara di nuoto. Purtroppo i Ragazzi del Sole pagano a caro prezzo la loro inesperienza perdendo tutte le gare individuali. Dato che ormai resta solo la staffetta, vengono scelti Nico, Bernardo, Andrea e Rocco, che sorprendentemente migliorano i loro tempi, tanto da qualificarsi terzi, vincendo una medaglia di bronzo della staffetta. Alessandro è orgoglioso di loro, e tutti sono euforici nonostante il modesto risultato. Don Luca e Pietro sono molto orgogliosi di Nico dopo la sua impresa, tra l'altro anche Valeria, benché fosse contraria, si congratula con loro.
La notizia dell'impresa sportiva raggiunta dai Ragazzi del Sole fa notizia, Sergio e Ciro vedono tutto ciò come una minaccia, temendo che altri giovani nel quartiere prendendoli a modello perdano interesse per la vita criminale. I Ragazzi del Sole vanno in piscina ad allenarsi, ma quando Andrea si getta in piscina scopre che gli Scalese hanno gettato nell'acqua dell'acido fenico. Fortunatamente Alessandro e i suoi amici lo tirano fuori dall'acqua, Spartaco mette in guardia Alessandro perché ciò che è appena successo è la prova che gli Scalese hanno appena dichiarato guerra.

## Seconda puntata
Andrea viene ricoverato in ospedale, fortunatamente ha riportato solo delle ustioni di secondo grado, purtroppo non potranno più usare la piscina dato che gli Scalese l'hanno comprata a un'asta fallimentare. Gina e Irene vanno a trovare Andrea in ospedale, e lui è felice della loro visita, ma soprattutto è contento di vedere Irene. Il vicequestore decide di aiutare Alessandro spiegandogli che è possibile ristrutturare una vecchia piscina olimpica sequestrata alla mafia e assegnarla ai Ragazzi del Sole, già da tempo don Luca desiderava entrare in possesso di quella piscina, e in effetti sarebbe possibile se Alessandro presentasse un progetto valido. Valeria spiega ad Alessandro che gli serviranno 500.000 euro per la ristrutturazione della piscina, nessuno però lo aiuterà adesso che si è fatto nemico gli Scalese, infatti serve l'aiuto di qualcuno che avrebbe veramente degli interessi ad aprire in Sicilia una piscina.
Alessandro chiede aiuto al suo vecchio allenatore, Massimo, spiegandogli che se la federazione sportiva finanziasse la ristrutturazione della piscina ciò permetterebbe a ottimi e promettenti atleti di allenarsi lì. Massimo non intende dare false illusioni ad Alessandro perché purtroppo la federazione non investirà mai tutto quel denaro per i Ragazzi del Sole, dato che hanno vinto solo una medaglia di bronzo in una staffetta regionale. A detta di Massimo solo se si conquistassero un posto sul podio agli assoluti allori la federazione accetterebbe di sovvenzionarli, e questo è praticamente impossibile. Alessandro raccoglie la sfida, infatti i suoi ragazzi sono tesserati a tutti gli effetti, e quindi li iscriverà alla gara di nuoto, e benché come avversari avranno i migliori nuotatori di tutta l'Italia, lui è convinto che con il giusto allenamento potrebbero vincere la 4x100 stile libero agli assoluti.
Dato che non hanno una piscina in cui allenarsi, Alessandro ottiene il permesso di Valeria affinché possa portare i Ragazzi del Sole nella sua vecchia isola, insieme a Spartaco, si alleneranno direttamente nell'oceano, mentre Giulia si occuperà della casa-famiglia. Nico e i suoi amici trovano assurdo poter vincere gli assoluti, ma Alessandro confida nelle loro potenzialità perché durante la staffetta ai regionali, tutti loro avevano fatto 4 secondi sotto il loro miglior tempo, un risultato notevole. I ragazzi quindi, nonostante il parere contrario delle loro famiglie, partono con Alessandro e Spartaco, prima di lasciare il porto Giusy fa in tempo a raggiungere Nico il quale la guarda da lontano.
Approdati sull'isola, alloggiano nell'ostello di Carlo, lo zio di Alessandro. Iniziano gli allenamenti, che si rivelano anche molto faticosi, ma i ragazzi danno segno di veloci miglioramenti. Il gruppo riceve l'inaspettata visita di Irene e Gina, quest'ultima è attratta da Nico, il quale in fondo sembra ricambiare. Gina però capisce che nel cuore di Nico c'è posto solo per Giusy. Irene, invidiosa di Gina (dato che pure lei è attratta da Nico) cerca consolazione nella compagnia di Andrea, i due fanno il bagno insieme, ma Andrea non riesce a fare l'amore con lei a causa del suo blocco emotivo. Alessandro si guadagna la confidenza dei suoi atleti, infatti Bernardo gli confessa che rubò quei gioielli solo per farsi arrestare, così da mettere le distanze da suo padre, invece Andrea ammette di non aver ucciso lui suo padre, in effetti Alessandro lo aveva già capito, era stata sua madre a ucciderlo, Andrea era minorenne e si prese la colpa dato che la condanna sarebbe stata più leggera, mentre sua madre avrebbe scontato 20 anni prigione.
Nasca, impulsivamente, cerca di violentare Irene dopo che lei lo aveva rifiutato, ma la ragazza viene salvata da Andrea. Nasca, pentito del suo comportamento, viene allontanato dalla squadra, costretto a lasciare l'isola, e con lui pure Gina e Irene. Quest'ultima comunque ringrazia Andrea per averla salvata, Gina invece accetta senza rancore il fatto che Nico non ricambia i suoi sentimenti, affermando che Giusy è fortunata ad avere il suo amore; Nico è contento di sentire queste parole avendo capito che Gina è una ragazza dolce. Carlo fa ad Alessandro una rivelazione: benché suo padre non lo avesse mai incoraggiato nel suo sogno di diventare un nuotatore, decise però di aiutarlo, lui fece affondare di proposito la sua barca per intascarsi il premio sulla polizza, e mantenere così Alessandro quando si sarebbe trasferito a Roma, ma aveva calcolato male i tempi, finendo col morire, affogando mentre la sua barca affondò. Carlo è convinto che il dolore per la morte di suo padre che Alessandro si è portato dentro per anni è la ragione per cui non è mai riuscito a diventare un campione.
Alessandro e i Ragazzi del Sole, dopo tre mesi, tornano a Messina, Nazi, che si era pentito delle false accuse mosse contro don Luca, ritratta la sua versione, don Luca lo perdona, comunque Nazi verrà temporaneamente inserito nel programma di protezione e almeno per un po' dovrà lasciare la città. Sciacca pur di allontanare suo figlio dal nuoto, fa cadere le accuse contro Bernardo, infatti anche se non ha mai restituito i gioielli rubati, Sciacca ha risarcito di tasca sua il proprietario, e ora Bernardo non può più far parte della casa-famiglia anche se mancavano solo due mesi alla fine del termine della misura cautelare. Sciacca fa portare via Rocco dalla polizia, verrà trasferito in un istituto a Caserta; proprio in quel momento Sciacca capisce però di aver esagerato, e per la prima volta decide di lasciare in pace suo figlio.
Giusy va a trovare Nico alla casa-famiglia, e i due fanno l'amore, però decidono di porre fine alla loro storia avendo capito che insieme non hanno un futuro, lei infatti non accetta che Nico abbia abbandonato gli Scalese preferendo una vita onesta. Il medico di Alessandro gli spiega che le sue condizioni sono peggiorate, rischia di andare incontro a una cardiomiopatia ipertrofica se continua a fare nuoto. In assenza di Rocco, il gruppo riaccoglie Nasca, il quale è felice di poter tornare a far parte del gruppo. Infine vanno nella clinica dove Rocco è ricoverato, l'infermiere gentilmente acconsente affinché tutti loro possano entrare nella stanza di Rocco per fargli visita, ma in realtà fa tutto parte di un piano ben congeniato, infatti Nasca si sostituisce a Rocco, il quale si assenta temporaneamente per partecipare agli assoluti.
Il gruppo arriva a Roma dove si terrà la gara, venendo raggiunti da Gina e Irene, che sono venute lì per fare il tifo. Durante la batteria, dove solo le prime otto squadre si qualificano per la finale, Nico compromette la gara a staffetta sbagliando la virata, ma i buoni tempi di Rocco, Andrea e Bernardo permettono alla squadra di guadagnare l'ottava posizione per la qualifica. Gina avverte Nico che Giusy e venuta a cercarlo, infatti Giusy ha scoperto che Ciro andrà a Casamare nel convento dove don Luca si era ritirato dopo l'allontanamento dalla casa-famiglia per ucciderlo. Giusy e Nico arrivano in tempo, poi sopraggiunge Ciro che spara a don Luca per ben due volte, ma Nico lo protegge prendendosi lui le pallottole. La pistola di Ciro si inceppa e i frati del convento lo costringono a scappare. Nico viene ricoverato in ospedale riuscendo a salvarsi, infatti i proiettili non hanno lesionato gli organi vitali. In quella clinica è ricoverato anche il figlio di Spartaco, il quale è in uno stato catatonico, dopo che lo buttarono via da un'auto in corsa.
Visto che Nico non può partecipare alla finale, Alessandro, essendo tesserato, prende il suo posto come quarto staffettista, dovendo misurarsi ancora una volta contro il suo rivale Guadagnini, persino Sciacca assiste alla gara, orgoglioso di Bernardo come non mai. Nella fase finale il cuore di Alessandro sembra sul punto di cedere, ma raccogliendo tutte le sue forze nuota con lo stile delfino, superando Guadagnini, arrivando primo, e i Ragazzi del Sole vincono gli assoluti contro ogni pronostico. Persino Guadagnini si congratula con il suo avversario per la vittoria, avendo guadagnato per la prima volta una medaglia d'oro. Rocco è costretto a tornare in clinica, anche se Alessandro gli fa tenere presente che ora lui è un campione, e che nessuno può spogliarlo di questo titolo. Bernardo abbraccia suo padre, mentre gli sponsor accettano di ristrutturare la piscina per i Ragazzi del Sole, inoltre Massimo offre ad Alessandro un posto in nazionale per le Olimpiadi di Londra.